# هيلين طومسون وولي
هيلين طومسون وولي (بالإنجليزية: Helen Thompson Woolley)‏ (6 نوفمبر 1874 - 24 ديسمبر 1947) لُوحظت عالمة النفس الأمريكية لعملها في دراسات النوع الاجتماعي. كانت أول من بحث في الاختلافات بين الجنسين بطريقة علمية وتجريبية.